# Jennifer Calvert
Jennifer Calvert (* 7. Dezember 1963 in Ontario) ist eine kanadische Schauspielerin.

## Leben
Calvert wurde in der kanadischen Provinz Ontario geboren. Sie machte ihr Schauspielstudium an der Royal Academy of Dramatic Art in London. Sie begann ihre Schauspiellaufbahn mit der Rolle der Cheryl Boyanowsky in der britischen Seifenoper Brookside, die sie von 1988 bis 1989 in insgesamt 24 Episoden verkörperte. Anschließend war sie von 1990 bis 1992 als Karen Hansson in 32 Episoden der Fernsehserie Spatz zu sehen. In dieser Zeit und später in den 1990er Jahren hatte sie viele Episodenrollen in weiteren Fernsehserien inne. Von 2001 bis 2002 stellte sie Ren'al in Stargate – Kommando SG-1 dar. Sie übernahm größere Rollen in den Mini-Serien Earthsea – Die Saga von Erdsee und Merlin 2 – Der letzte Zauberer. 2015 in Meet Pursuit Delange: The Movie wirkte sie bisher in ihrem letzten Film mit.

## Filmografie
- 1988–1989: Brookside (Fernsehserie, 24 Episoden)
- 1990: Come Home Charlie and Face Them (Mini-Serie, 3 Episoden)
- 1990–1992: Spatz (Fernsehserie, 32 Episoden)
- 1991: T. Bag and the Rings of Olympus (Fernsehserie, Episode 1x03)
- 1991: Trouble in Mind (Fernsehserie, Episode 1x01)
- 1993: Westbeach (Fernsehserie, Episode 1x04)
- 1993: Red Dwarf (Fernsehserie, Episode 6x03)
- 1993: The Magician (Fernsehfilm)
- 1994: The Knock (Fernsehserie, 5 Episoden)
- 1994: Red Dwarf: Smeg Ups
- 1994: The Fast Show (Fernsehserie, Episode 1x02)
- 1995: Proteus – Das Experiment (Proteus)
- 1996: Jim's Gift (Fernsehfilm)
- 1996: The Bill (Fernsehserie, Episode 12x65)
- 1997: Mike & Angelo (Fernsehserie, Episode 9x06)
- 1997: The Fast Show (Fernsehserie, Episode 3x05)
- 1999: The Bill (Fernsehserie, Episode 15x60)
- 2000: Randall & Hopkirk (Deceased) (Fernsehserie, Episode 1x06)
- 2000: Lift (Kurzfilm)
- 2001: The Waiting Room (Kurzfilm)
- 2001: The Chris Isaak Show (Fernsehserie, 12 Episoden)
- 2001–2002: Stargate – Kommando SG-1 (Stargate SG-1) (Fernsehserie, 3 Episoden)
- 2002: Mysterious Ways (Fernsehserie, Episode 2x22)
- 2003: Don't Look Back!
- 2003: The Brides in the Bath (Fernsehfilm)
- 2004: Earthsea – Die Saga von Erdsee (Legend of Earthsea) (Mini-Serie, 2 Episoden)
- 2005: Julian Fellowes Investigates: A Most Mysterious Murder (Fernsehserie, Episode 1x05)
- 2006: If... (Fernsehserie, Episode 3x01)
- 2006: Infinite Justice – In den Fängen der Al Kaida (Infinite Justice)
- 2006: Merlin 2 – Der letzte Zauberer (Merlin’s Apprentice) (Mini-Serie, 2 Episoden)
- 2008: Holby City (Fernsehserie, Episode 10x29)
- 2015: Meet Pursuit Delange: The Movie